# Martin Natter
Martin Natter (* 27. September 1966 in Dornbirn) ist Professor für Marketing an der Universität Zürich.

## Leben
Martin Natter studierte an der Universität Wien Betriebsinformatik. Er war von 1990 bis 1993 Assistent am Institut für Höhere Studien in Wien und wechselte dann an die Wirtschaftsuniversität Wien, wo er ab 1993 als wissenschaftlicher Mitarbeiter tätig war. 1994 promovierte er als wissenschaftlicher Mitarbeiter an der Wirtschaftsuniversität Wien. Im Jahr 2005 folgte er einem Ruf an die Johann Wolfgang Goethe-Universität Frankfurt am Main, wo er bis Januar 2016 die Hans-Strothoff Stiftungsprofessur für Betriebswirtschaft, insbesondere Handelsmarketing innehatte. Seit Februar 2016 ist er Professor für Marketing am Institut für Betriebswirtschaftslehre der Universität Zürich.
Martin Natter ist verheiratet und ist Vater eines Kindes.

## Wirken
Seine Forschungsarbeit konzentriert sich auf die Preisgestaltung im Handel, neue Preismechanismen wie „Zahle-Was-Du-Willst“, Entertainment-Shopping, visuelle Entscheidungsunterstützungstools und Neuproduktentscheidungen. Er ist Mitglied im Editorial Review Board des „International Journal of Research in Marketing“ und im Herausgeberbeirat des „Journal für Betriebswirtschaft“, „Schmalenbachs Zeitschrift für betriebswirtschaftliche Forschung“, sowie „Schmalenbachs Business Review“. Von 2006 bis 2015 leitete er das Gründungszentrum  („Goethe-Unibator“) an der Universität Frankfurt. Über seine Forschung wurde in zahlreichen Medien (z. B. 3SAT, PRO7, ZDF, SAT1, NTV, N24, RTL, RTL2, SWR, hr, MTV (Finnland), 1&1 (Ukrainischer Fernsehkanal), Radio Brandenburg, SWR1, New York Times, Die Presse, Computerwelt, Cash, Frankfurter Allgemeine Zeitung, Frankfurter Neue Presse, Neue Zürcher Zeitung, Berliner Morgenpost, Der Standard, CIO-Online, Online Spiegel oder China Today) berichtet.

## Auszeichnungen
- 1999: Senator Wilfing Forschungspreis der Wirtschaftsuniversität Wien
- 2000: Best Paper Award der Stadt Wien (2. Preis)
- 2005: ISMS Practice Prize Finale[2]
- 2005: Finalist Houskapreis
- 2005: Franz Edelman Preis Semifinale
- 2006: ISMS Practice Prize Finale[3]
- 2006: Franz Edelman Preis Semifinale
- 2008: Best Paper, Kommission Marketing
- 2009: Best Paper Award 2009 des Verbands der Hochschullehrer für  Betriebswirtschaft
- 2009: Finalist MSI/H. Paul Root Award
- 2014: Gewinner des ISMS Practice Prize
- 2016: Finalist des EHI Wissenschaftspreises (Kooperationen)

## Publikationen
- Natter, Martin / Kim, Ju-Young / Ozimec, Ana-Marija (2015): ECO: Entega’s Profitable New Customer Acquisition on Online Price Comparison Sites. Marketing Science 2015, 34:6,789–803.
- Ozimec, Ana-Marija / Natter, Martin / Reutterer, Thomas (2010): GIS-Based Marketing Decisions: Effects of Alternative Visualizations on Decision Quality. Journal of Marketing, 94–110.
- Nies, Salome / Natter, Martin (2010):  Are Private Label Users Attractive Targets for Retailer Coupons?. International Journal of Research in Marketing, 281–291.
- Faure, Corinne / Natter, Martin (2010):  New metrics for evaluating preference maps. International Journal of Research in Marketing (IJRM) 261–270.
- Kim, Ju-Young / Natter, Martin / Spann, Martin (2009): Pay-What-You-Want - A New Participative Pricing Mechanism. Journal of Marketing, Vol. 73 (1), 44–58.
- Natter, Martin / Mild, Andreas / Wagner, Udo / Taudes, Alfred (2008): Planning new tariffs at tele.ring – the application and impact of an integrated segmentation, targeting and positioning tool. Marketing Science, Vol. 27, (July-August), 600–609.
- Natter, Martin / Reutterer, Thomas / Mild, Andreas / Taudes, Alfred (2007): An Assortment-Wide Decision-Support System for Dynamic Pricing and Promotion Planning in DIY Retailing. Marketing Science, Vol 26, Nr. 4, 576–583, 2007.